# Antonio Grimani
Pour les articles homonymes, voir Grimani.
Antonio Grimani (né le 28 décembre 1434 à Venise – mort le 7 mai 1523 dans la même ville) est le 76e doge de Venise, élu en 1521, son dogat dure jusqu'en 1523.

## Biographie
Antonio Grimani est le fils de Marino et Agnesina Montanar. Issu d'une famille modeste et fils d'un homme du peuple, il se lance dans le commerce et réalise la fortune de sa famille, habile au point d'être un point de référence de la communauté mercantile de ville lagunaire. Les Grimani sera l'une des seize nouvelles familles parmi les plus prestigieuses de Venise.
Il épouse  Caterina Loredan dont il a cinq enfants qu'il fait accéder à d'importantes charges administratives et cléricales.
Sa vie publique est par contre médiocre et c'est seulement en 1494, alors qu'il est âgé, qu'il commence à accepter des charges comme « capitaine de la mer » (chef de la flotte) et qu'il dirige les opérations militaires le long l'Adriatique.
Sa vie se passe tranquillement et est pleine de succès jusqu'en 1499 lorsque, contre toute attente, il risque une débâcle totale.

### 1499, la défaite et l'exil
En 1499  une nouvelle guerre éclate contre la Turquie et la république de Venise.
Élu « capitaine de la mer » (Capitano da Mar) malgré sa maigre expérience, Grimani est obligé d'accepter et de diriger la flotte contre l'ennemie.
Son inexpérience face à une telle tâche conduit la flotte à une importante défaite (bataille de Zonchio ou Sapienza (it) en plusieurs opérations du 12 août au 25 août), qui scandalisent l'opinion publique vénitienne qui se sent humiliée.
Grimani, destitué et ramené à Venise sous escorte, risque même d'être lynché par la foule.
Rapidement, la faute collective des officiers de la flotte se fait jour et la peine est adoucie, il perd sa charge de procurateur et est exilé  dans la ville de Cherso dont il s'échappe pour se rendre à Rome jusqu'en 1509.

### Le retour, 1509
En 1509, grâce aux bons offices de ses fils, il est gracié et sa charge de procurateur lui est restituée.
À son retour, Grimani réussit rapidement à retrouver tout son crédit et il assume plusieurs charges administratives lui permettant de relancer son activité économique. Ces liens économico-politiques font oublier sa mésaventure et créent les bases du consensus de son élection au poste de doge. 

### Le dogat
Le 21 juin 1521 le doge Leonardo Loredano meurt et la liste des 41 électeurs du doge est constituée.
Le fait qu'il n'y a pas de grands personnages permet de recourir au truquage des élections sans trop de problème et Grimani, riche et soutenu par les jeunes concurrents en raison de son âge avancé, ne met pas longtemps à trouver 25 voix pour son élection. Le 6 juillet 1521, il devient doge. De grandes fêtes sont organisées et beaucoup d'argent est dépensé pour fêter son élection.
En 1521, la loterie est créée.
Grimani engage la république de Venise dans les guerres d'Italie en 1521 et est le seul allié de François Ier à ne pas l'abandonner. Après la défaite française de Bicocca, il s'inquiète de l'issue de la guerre mais meurt le 7 mai 1523 (de retour du palais des Doges où il assiste aux noces d'un petit-fils), laissant à son successeur Andrea Gritti le soin de négocier avec Charles Quint.
Le peuple, qui a toujours à l'esprit sa défaite de 1499 et son manque d'autorité dans la gestion de son gouvernement, est heureux de sa disparition d'autant plus qu'âgé et sénile, il ne s'occupe plus de l'état mais des disputes familiales en raison de l'héritage qu'il laisse et aux besoins financiers incessants de ses petits-fils.
Le tombeau du doge se trouvait dans l'église de San Antonio di Castello qui est démolie en 1807.

## Famille
La famille Grimani est une des maisons «nouvelles» de Venise. Elle donne trois doges, vingt et un Procurateurs, trois cardinaux, des diplomates et des amiraux. 
- Cardinal Domenico Grimani (1461-1523)(it), fils du doge Antonio Grimani. Il est un des grands collectionneurs de son époque. Les collections réunies lors de fouilles archéologiques sont présentées au musée archéologique national de Venise après leur donation à la république de Venise. Il est patriarche d'Aquilée entre 1498 et 1517 après avoir été fait cardinal en septembre 1493 par le pape Alexandre VI.
- Marco Grimani (1494-1544)(it) (it), neveu du doge Antonio Grimani. Il a été patriarche d'Aquilée de 1529 à 1533. Il meurt en 1545.
- Cardinal Marino Grimani (vers 1488-1546)Marino Grimani (cardinal)(it), neveu du cardinal Domenico Grimani et troisième fils de Gerolamo Grimani et d'Elena Priuli. Il est évêque de Ceneda de 1508 à 1517 avant de remplacer son oncle comme patriarche d'Aquilée en 1517 jusqu'en 1529, puis de nouveau de 1533 à 1545. Le pape Clément VII le fait cardinal en 1527. Il mène plusieurs légations.  En 1542, il obtient le droit de construire la façade, avec son frère Vittore, de l'église San Francesco della Vigna. En mars 1546 il est nommé patriarche latin de Constantinople. Il meurt à Orvieto le 18 septembre 1546.
- Giovanni Grimani (vers 1500-1593)(it) (it), évêque de Ceneda de 1520 à 1531,  quatrième fils de Gerolamo Grimani et d'Elena Priuli, il succède à son frère Marino Grimani comme patriarche d'Aquilée en 1545 jusqu'en 1550, puis de nouveau de 1585 à sa mort le 15 octobre 1593. Il est aussi un grand collectionneur. Il agrandit et enrichit avec Vittore Grimani, procuratore generale de Venise, le Palais Grimani[1] de Santa Maria Formosa donné par Antonio Grimani à ses fils.
- Vittore Grimani, frère du précédent, il est élu en 1522 comme Procuratore generale de Venise.
- Marino Grimani, doge de Venise entre 1595 et 1605.
- Antonio Grimani, évêque de Torcello, coadjuteur en 1618 du patriarche d'Aquilée Hermolao Barbato avant de lui succéder de 1622 à 1628.
- Cardinal Vincenzo Grimani (vers 1653-1710), diplomate et librettiste.
- Gian Battista Grimani, il participe à la guerre navale comme Provéditeur de la flotte sous les ordres de Tommaso Morosini, général des galères de Venise, qui est tué alors qu'il essaie de lui porter secours. Puis comme général contre la flotte turque pendant la guerre de Candie à partir de 1645[2].
- Pietro Grimani, doge de Venise de 1741 à 1752.
- Michele Grimani (1697 – 1775)(it) (it), patricien vénitien, propriétaire du théâtre San Samuele (Teatro San Samuele(it)). Il fait construire le théâtre San Benedetto de Venise (Teatro San Benedetto(it)) qui est inauguré en 1755.

## Sources
- (it) Cet article est partiellement ou en totalité issu de l’article de Wikipédia en italien intitulé « Antonio Grimani » (voir la liste des auteurs).